# Nebostenus terebratus
Nebostenus terebratus là một loài tò vò trong họ Ichneumonidae.